# サザエさん症候群
サザエさん症候群（サザエさんしょうこうぐん）とは、日曜の夕方から深夜、「翌日（月曜）からまた通学や仕事をしなければならない」という現実に直面して憂鬱になることの、日本における俗称である（後述するように、テレビアニメ『サザエさん』は日本国内の多くの地域で日曜日夕方に放映される）。
実際に月曜（マンデー）に仕事や学業が始まってからの憂鬱さを含めた、同じような症例のブルーマンデー症候群 (Blue Monday)、(Sunday Scaries) についても取り扱う。

## 概説
主に学生や社会人など、月曜から学校や勤務が始まる人に起こりうる症状とされる。ごく軽度のうつ病または適応障害の一種とする説もある。ただし、夏休み中や冬休み中などの長期休暇の場合や、土曜・日曜が学校や勤務で平日が休日の場合は翌日の月曜休みのため、なる人があまりいないこともある。

### ブルーマンデー
世界的にはBlue Monday（ブルーマンデー、「憂鬱な月曜日」）と言われ、休日明けの物憂い月曜日として広く認識されている。
日本の菓子メーカー江崎グリコによるアンケート調査（2018年2月に働く男女と専業主婦の各400人に実施）では、「憂鬱に感じる曜日」は月曜が各層とも最多だった。また労働者健康安全機構の旭労災病院（愛知県尾張旭市）の研究によると、心臓への負荷（収縮期血圧×脈拍数）は月曜午前が他の曜日・時間帯より高い。早稲田大学准教授の上田路子らによる人口動態調査票の分析では、男性の自殺が最多なのは月曜午前であった。
予防や軽減には「人と会う」「平日を気持ちよく過ごす」「金曜日までに仕事を片付けたうえで翌週の予定を立てておく」「週末は趣味などに没頭する」ことなどが有効とされる。月曜の始業を午後にすることを認めたり、休日を日曜・月曜にしたりするなどの対策を行う企業も一部にある。

## 名前の由来
この名前の由来は、アニメ『サザエさん』が日曜の終わりの代名詞となっていることである。
休日の終わりを自覚する最も多いパターンが、日本で毎週日曜夕方18:30 - 19:00（日本時間）にフジテレビ系列で放送されているアニメ『サザエさん』の放送時間帯であることから、この名称がつけられたとされる。『サザエさん』は50年を超える長寿番組であり、世代にかかわらず認知度が高く、放送開始時刻・終了時刻が固定されており、スポーツ中継などで放送休止になる例が非常に少ないことから、日曜夕方の代名詞となったといわれる。嘉門達夫は自身のシングル『NIPPONのサザエさん』（1993年）でサザエさん症候群を表現している。
この症例は休日の終わり、学校、仕事の始まりを実感し憂鬱になるものであり、それらを概して呼ぶために比較的認知されやすい語を用いて説明しているに過ぎないため、警察・消防・自衛隊・大規模工場など交替勤務を要するものや、平日に定休日を設ける事業所など、必ずしも日曜が休日とならない職種の人、『サザエさん』を他の曜日および日曜日の早朝に遅れネットで放送している地域（フジテレビ系列の置局がない青森県・山梨県・山口県・徳島県では系列外局で放送）の人が覚える休日の終わりによる憂鬱感でも、こう呼称して問題は無い。
人によっては『笑点』のテーマ曲（日曜17:30 - 18:00）、『ちびまる子ちゃん』のエンディング曲（日曜18:00 - 18:30）『らじらー!Sunday』のオープニングとエンディング、ラジオ深夜便の日曜放送のエンディング、かつては「すばらしい世界旅行」や「投稿!特ホウ王国」など（日曜19:00 - 20:00枠）のエンディングで放送された『日立の樹』、『スーパーJOCKEY』のエンディング前のゲスト歌手の歌、「日曜洋画劇場」のエンディングテーマ『ソー・イン・ラブ』で休日終了の寂寥感を感じることもある。

## 参考書籍
- 福西勇夫『「非定型うつ病」がわかる本 : 誤解されやすい新しい心の病』法研、2010年、27頁。ISBN 9784879547873。
- 佐々木圭吾、高橋克徳『イキイキ働くための経営学』翔泳社、2016年、3頁。ISBN 9784798146737。
- 土岐優美『図解入門業界研究最新カウンセリング業界の動向とカラクリがよーくわかる本』秀和システム、2007年、118頁。ISBN 9784798018461。
- 大野裕『最新版 「うつ」を治す』PHP研究所、2014年、28頁。ISBN 9784569610849。
- 五百田達成『特定の人としかうまく付き合えないのは、結局、あなたの心が冷めているからだ』クロスメディア・パブリッシング、2012年、103頁。ISBN 9784844371496。
- 山下良道『本当の自分とつながる瞑想入門』河出書房新社、2015年、170頁。ISBN 9784309417479。
- 高橋恭介『「社員を大切にする会社」の人事評価』PHP研究所、2013年、102頁。ISBN 9784569813486。
- 栗田正行『「働くパパ」の時間術　仕事も家事も育児もうまくいく！』日本実業出版社、2012年、46頁。ISBN 9784534049568。